# كيفن ووكر (لاعب كرة قدم أمريكية أمريكي)
كيفن ووكر (بالإنجليزية: Kevin Walker)‏ هو لاعب كرة قدم أمريكية أمريكي، ولد في 20 أكتوبر 1963 في غرينزبورو في الولايات المتحدة.

## وصلات خارجية
- كيفن ووكر على موقع مرجع كرة القدم المحترفة.كوم (الإنجليزية)